# Красноселькупський район
Кра́сносельку́пський район (рос. Красноселькупский район, сельк. Нярӄый щёй ӄумый (Нярый мачый) район) — муніципальний округ Ямало-Ненецького автономного округу Російської Федерації.
Адміністративний центр — село Красноселькуп.

## Населення
Населення округу становить 5916 осіб (2018; 6204 у 2010, 6384 у 2002).

## Географія
Округ розташований в південно-східній частині Ямало-Ненецького автономного округу. Протяжність з півночі на південь складає 500 км, із заходу на схід — 350 км. Є значні запаси нафти і газу.

### Природа
На території округу розташовується один з найбільших в Росії Верхньо-Тазівський заповідник (площа 631 тис. га). На його території зареєстровано 34 види ссавців, 550 видів комах, 180 видів птахів. Багато з представників фауни занесені до Червоної книги.

## Історія
Красноселькупський район утворений 10 серпня 1944 року указом Президії Верховної Ради РРФСР. До складу району увійшли території Верхньотазівської, Тазівсько-Ненецької, Тазівсько-Селькупської та Тимсько-Караконської кочових рад, які раніше входили до складу Туруханського району Красноярського краю.
2021 року Красноселькупський муніципальний район перетворено в мунципальний округ зі збереженням назви, при цьому були лвіквідовані усі сільські поселення:
| Поселення                            | Площа, км² | Населення, осіб (2002) | Населення, осіб (2010) | Населення, осіб (2018) | Центр         | Населені пункти |
| ------------------------------------ | ---------- | ---------------------- | ---------------------- | ---------------------- | ------------- | --------------- |
| Красноселькупське сільське поселення | -          | 4014                   | 3974                   | 3907                   | Красноселькуп | 1               |
| Раттське сільське поселення          | -          | 245                    | 234                    | 186                    | Ратта         | 1               |
| Толькинське сільське поселення       | -          | 2125                   | 1996                   | 1823                   | Толька        | 2               |

## Населені пункти
| № | Населений пункт     | Населення, осіб (2002) | Населення, осіб (2010) |
| - | ------------------- | ---------------------- | ---------------------- |
| 1 | Кіккіаккі, село     | 0                      | 30                     |
| 2 | Красноселькуп, село | 4014                   | 3974                   |
| 3 | Ратта, село         | 245                    | 234                    |
| 4 | Толька, селище      | 2125                   | 1966                   |

## Господарство
Пріоритетний розвиток отримали традиційні види діяльності корінних народностей: оленярство, рибальство. Промислові організації випускають пиломатеріали, виробляють хліб і хлібобулочні вироби.
Ведеться видобуток нафти на Харампурському родовищі.

## Пам'ятки
- Розкопки міста XVII століття — Мангазеї.